# CDON
CDON AB är ett svenskt börsnoterat e-handelsföretag grundat 1999. Försäljningen sker primärt via externa handlare på CDON Marketplace och tidigare från eget lager.
År 2020 hade CDON omkring 1 500 externa handlare anslutna till sin nordiska marknadsplats. På CDON:s marknadsplats marknadsförs och säljs produkter inom kategorierna hemelektronik, böcker, spel, film, sport och fritidsartiklar, kläder, skor, leksaker, skönhetsprodukter samt möbler och inredning.
Företaget har omkring 100 anställda på huvudkontoret i Malmö.

## Historia
CDON.com lanserades 1999. Från att ursprungligen sålt medieprodukter har utbudet breddats. Detta drivs bland annat av externa handlare som sedan 2013 säljer varor på CDON.
Under en period gick det i Sverige även att hyra fysiska filmer via webbadressen dvdon.com. Filmerna skickades och returnerades med posten, men tjänsten stängdes den 1 juli 2009.